# Metal Box
Albums de Public Image Ltd.
First Issue
(1978) Flowers of Romance
(1981)
Metal Box est le deuxième album de Public Image Ltd., sorti en 1979 chez Virgin Records.
Le titre de l'album (« boîte en métal ») est une allusion à l'emballage de l'édition originale de l'album, qui consistait en une boîte métallique au format des pellicules de film 16 mm avec le logo du groupe moulé sur l'avant et contenant trois disques maxis 45 tours. L'album fut réédité en 1980 au format double LP sous le nom de Second Edition.
Marquant une rupture radicale par rapport aux débuts relativement conventionnels de PiL, Metal Box, avantgardiste et abstrait, est remarquable par le chant cryptique de John Lydon, les lignes de basse propulsives de Jah Wobble, inspirées par le dub et le reggae, et le son de guitare métallique et singulier de Keith Levene (ce dernier jouait avec des guitares Travis Bean, au manche en aluminium).
Metal Box est largement considéré comme un important point de repère dans le post-punk et le rock expérimental. En 2002, Pitchfork a rangé l'album à la 19e place de leur classement des 100 meilleurs albums des années 1980 ; en 2003 l'album fut classé 469e des 500 plus grands albums de tous les temps par le magazine Rolling Stone.

## Sessions d'enregistrement
Metal Box fut enregistré en plusieurs sessions et avec des batteurs différents, dont aucun ne fut crédité sur l'album original.
- Mars-Mai 1979 : Enregistrement de Albatross et Death Disco avec le nouveau batteur Dave Humphrey au Manor Studio à Shipton-on-Cherwell. Durant la même période, d'autres morceaux, Fodderstompf (devenu la Face B du maxi single Death disco) et Beat the Drum for Me (que l'on retrouvera sur le premier album solo de Jah Wobble), sont enregistrés aux Townhouse Studios à Londres. Le batteur Dave Humpfrey quitta le groupe aux environs de la mi-mai 1979.
- Mai-Juin 1979 : Memories, No Birds, Socialist et Chant sont enregistrés avec le nouveau batteur Richard Dudanski aux Townhouse Studios.
- Été 1979 : L'instrumental Graveyard est enregistré aux Rollerball Rehearsal à Bermondsey, studio de répétition du groupe, avec Dudanski. Le chant pour la face B du single Memories est ajouté aux Manor Studios et la piste est renommée 'Another. Dudanski quitte le groupe aux environs de mi-septembre 1979.
- Été (?) 1979 : The Suit est enregistré seul par Jah Wobble aux Gooseberry Sound Studios de Londres, du chant et quelques overdubs sont ajoutés plus tard au Manor.
- Septembre-octobre 1979 : Poptones et Careering sont enregistrés sans batteur au Manor et à Townhouse, Levene jouant de la batterie sur Poptones et Wobble sur Careering.
- Octobre 1979 : Bad Baby est enregistré avec le nouveau batteur Martin Atkins à Townhouse.
- Octobre/novembre 1979 : Radio 4 est enregistré seul par Keith Levene à Advision Studios et à un autre studio inconnu. D'après lui, il s'agit de la dernière piste à avoir été enregistrée.

## Personnel
- John Lydon - chant
- Keith Levene - guitare, synthétiseur
- Jah Wobble - guitare basse

L'album renferme un papier avec une liste des membres de PiL : John Lydon - Keith Levene - Wobble - Jeanette Lee - Dave Crowe. Cependant les deux derniers étaient respectivement réalisateur de clips et comptable du groupe. Lydon a parlé à plusieurs reprises de Public Image Ltd. comme d'une entreprise dans des interviews.
Le groupe n'avait pas de batteur fixe au moment de l'enregistrement, les batteurs ne sont donc pas crédités. En se basant sur des interviews ultérieures, certains ont établi que les batteurs du groupe étaient David Humphrey (pistes 1 et 3), Richard Dudanski (2,6,7,10,11), Keith Levene (4,12), Jah Wobble (5,8) et Martin Atkins (9).
Levene joue de tous les instruments sur Radio 4.

## Emballage

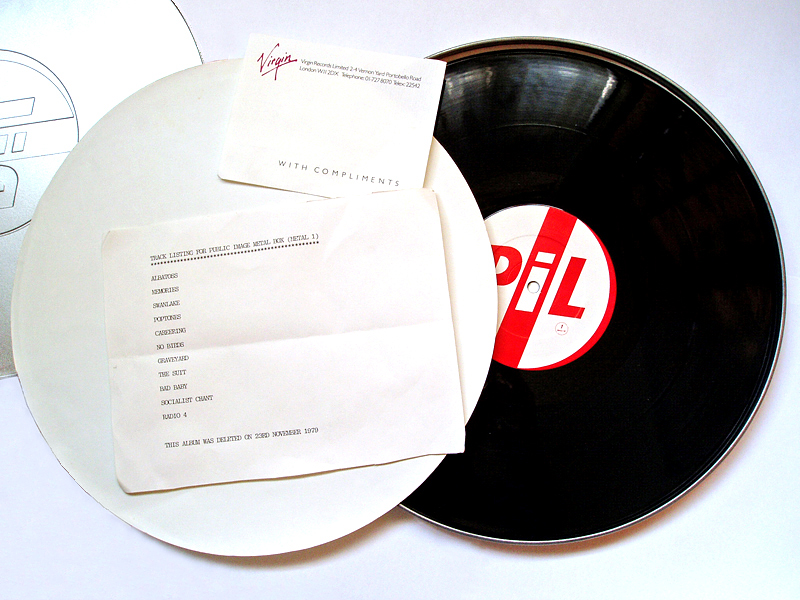
La « Metal Box » ouverte

## Titres
Liste des titres sur l'édition originale :
Face 1
1. Albatross

Face 2
1. Memories
2. Swan Lake

Face 3
1. Poptones
2. Careering

Face 4
1. No Birds
2. Graveyard

Face 5
1. The Suit
2. Bad Baby

Face 6
1. Socialist
2. Chant
3. Radio 4

Swan Lake est une autre version d'un single antérieur du groupe, Death Disco qui était considéré comme une chanson anti-disco alors que Death Disco raconte la mort de la mère de John Lydon qui avait demandé une chanson disco pour son enterrement. John Lydon s'est inspiré du lac des cygnes pour les paroles et Levene inclus le thème du lac des cygnes à la guitare qui revient à plusieurs reprises dans la chanson.
Graveyard est une version instrumentale de Another, face B du single Memories.
Seconde édition :
Face 1
1. Albatross
2. Memories

Face 2
1. Swan Lake
2. Poptones
3. Careering

Face 3
1. Socialist
2. Graveyard
3. The Suit

Face 4
1. Bad Baby
2. No Birds
3. Chant
4. Radio 4

La seconde édition insère des pauses entre certaines chansons absentes de l'édition originale.